# こばと。
『こばと。』は、CLAMPによる日本の漫画作品。及び同漫画を原作とするテレビアニメ。

## 概要
当初は『こばと(仮)』として、2005年1月号から9月号まで小学館『月刊サンデーGX』で連載されていた。その後、角川書店『月刊ニュータイプ』に移籍し、2006年11月号から2011年8月号まで連載され、カドカワコミックス・エースから単行本全6巻が発売されている。
テレビアニメは、2009年10月から2010年3月までNHK BS2で放送された。再放送は、2010年3月29日から同年9月20日までNHK教育テレビで、さらに同年の10月3日からNHKデジタル衛星ハイビジョンで行われた。
世界観は『Wish』と共通である。アニメでは、『こばと。』と『Wish』の2作が原作となっている（※『Wish』のエピソードは余り使用されていない）。タイトルロゴ表記は、本来「こばと。」である（※アニメでも同じ）。

## あらすじ
ある一軒のアパートに、とある目的のために奮起する1人の少女がやって来た。彼女の名前は、花戸小鳩。彼女の目的は、行きたい場所へ行くため、人間の傷付いた心を癒すことで得られる、傷ついた心の塊「コンペイトウ」をビンに詰め一杯にすること。
お目付け役である、話すぬいぐるみ・いおりょぎと共に傷付いた心を癒そうとするも、極度の世間知らずで天然ぼけな性格であるため、失敗続きで「いおりょぎ」に怒られてばかり。そんな時「よもぎ保育園」園長の沖浦清花と保育士の藤本清和に出会い、そこでアルバイトをすることになる。ぶっきらぼうで無愛想な態度をとる藤本に当初は反感を抱いていたが、彼の秘めたる優しさを知る内に、次第に藤本に心惹かれるようになる。

## 登場人物
「声」はアニメ版における担当声優。

### 主要人物
花戸小鳩（はなと こばと）
声 - 花澤香菜
本作の主人公。通称こばと。
天然ボケで極度の世間知らずな性格。彼女の持つ常識はなぜかちぐはぐしているが、天界と異界の戦争に巻き込まれた影響で記憶と知識を失ったのが原因。誰に対しても敬語で話す。特技は歌うことで、しかも上手いが、絵はかなり下手。重度のドジっ娘なため、何もない所で転んでは、いおりょぎに怒られている。
素性が一切謎。常に帽子か幅広のヘアバンドやヘッドドレスを被っており、屋内でも外さないが、その理由は頭上の王冠状の光を隠すため。元々は人間界で暮らす人間だったが、実は重い病気持ちであり、病院が自宅も同然という状態だった。天界と異界の戦争の際に生じた亀裂から漏れた戦いの余波を浴びてしまい、瀕死に陥る。しかし、水晶が自分を巡る争いに巻き込まれたこばとを救う為、こばとの魂の代わりとなり彼女の時間を止めたため、「生きてもいないし死んでもいない」上に元の人格などを失った状態になる。
「行きたい所」へ行くため、人々の傷ついた心を癒し、それで得られる傷ついた心の塊（コンペイトウ）をビンいっぱいに集めようと、自分と水晶が本当に死ぬタイムリミットまで日々奮闘する。危なっかしくもその飾らない真っ直ぐな心が時として人を癒す。普段は清花を癒すためによもぎ保育園で雑用の仕事をしており、藤本のキツい言動に最初は反感を覚えるも次第に彼に好意を抱き、遂には完全に彼への想いを自覚した。結果として、自らの願いと藤本への想いの間で板挟みとなってしまう。
アニメ版
飲食はしない。初登場時には上空から舞降りて来たかのようだった。「人間界とは別の不幸な出来事」で死んだ「どの世界にも属さない、どの命でもない曖昧な存在」で、「好きな人の傍に時を越えて生まれ変わること」を願って「どこぞの偉いさん（神）との契約」により生まれ変わりのチャンスを得るためにやって来た。しかし契約内容よりも藤本の傍にいることを望んだため、ビンを期日までに満杯にできず消滅させられてしまうところを、こばとを強く想う藤本の心でビンが満杯になり消滅は免れたものの、結果として契約どおり「行くべき所」へと旅立ち、この世界と人々の記憶から消え去った。
その後「好きな人の傍に生まれ変わる」という願い通りに、この世界に生まれ変わり藤本と再会を果たす。再会の時点では藤本を覚えていなかったが、藤本からコンペイトウを受け取り、藤本の演奏で歌を歌ったことを契機に記憶を取り戻した。
水晶
五百祇が「天界」「地界」「異界」の三世界の取り決めたことを行う「橋」の会議をさぼっている時に、出会った天使。天界の「天使の卵」を孵す役目を神から任されている。「橋」で出会った五百祇と互いに惹かれあい、五百祇は水晶を手に入れるために天界に戦争を仕掛ける。しかし、戦争の際に生じた亀裂から人間界に漏れた戦いの余波を水晶と同じ魂を持つこばとがひとりで浴びた結果、命を落としかけた為、自分を巡る争いに巻き込まれたこばとを救うべく、水晶はこばとの魂の代わりとなり彼女の時間を止めた。
こばとと同じように最初は「五百祇」という名前を上手く発音出来ず、「いおりょぎさん」と呼んでいたが、こばとの魂の代わりとなる時、初めて「五百祇さん」と発音し、自分も五百祇が大好きだと想いを伝えた。こばととは同じ魂を持つ異世界の同一人物である為、姿かたちは彼女と同じである。性格も天然で、五百祇と最初に出会った時も羽が木に引っ掛かりじたばたしていた。
五百祇（いおろぎ）
声 - 稲田徹
こばとと共に行動している、青い犬のぬいぐるみ。通称いおりょぎ。吹き出しの台詞はすべて隷書体。鋭い牙での噛み付きや、口から火炎や光線を吐くことを得意とするツッコミ役。原作初期やアニメではほぼ毎回こばとを採点し、頬に毛筆で点数を書く。的確に評価してくれるが、自分が酷い目に遭った時などは容赦無く減点する。世界の常識は一通り知っている。ぬいぐるみの姿の為、人目があると自由に動き回れない。酒が好物で、すぐに飲みたがり、食い意地も張っている。性格はかなり横暴で短気だが、こばとのことは大切に思っており、彼女に害を加える者には容赦しない。それ故、度々こばとに手を出そうとする銀生とは険悪な雰囲気になることが多い。
真の姿は、異界の王族「五百祇」。その昔水晶を手に入れる為、天界に戦争を仕掛けたが敗北。その戦争で天界と人間界を隔てる理に亀裂が生じ、戦いの余波が人間界に漏れてしまう。水晶がこばとを救おうとして死にかけているのを防ぐ為、そして水晶が己の命を懸けて救おうとしているこばとを助ける為、神に膝をついてまで懇願し、その願いを条件付きで聞き入れられる。戦争を起こした刑罰として神によって今の姿に変えられ、水晶とこばとを救う為の一環としてこばとの願いを叶える手助けをすることとなった。
アニメ版
今の「いおりょぎ」の由来は、こばととの初対面の時に「五百祇」という名前を彼女が上手く発音出来ず「いおりょぎ」で定着してしまったから。最終話では、こばとが転生し藤本と再会した後も異界には戻らず、ぬいぐるみのまま彼女を見守り続けている。第20話に登場した異世界を旅する一行の一人「黒鋼」と同じ魂を持つ異世界の同一人物。
藤本清和（ふじもと きよかず）
声 - 前野智昭 / 木村亜希子（7歳）
よもぎ保育園の保育士。眼鏡 をかけた長髪の青年。千歳が経営するアパートのこばとの隣の部屋に住み、園の借金返済のために園で働きながら、洋菓子店「チロル」や街中にある屋台など、あらゆる場所でアルバイトをしている。無愛想で取っ付き難い態度が目立つが、根は優しい。周囲の信頼も厚く、園児達から慕われている。元は孤児で、7歳の頃に清花の父親に引き取られ育てられた。清花の父と清花に恩を感じ、園が借金を抱えてからは弁護士志望で通っていた大学を休学し、保育士の仕事とバイト漬けの日々を送りながら園を支えている。
親に捨てられたからか他人には中々心を開かない。こばとに対しても初対面時が最悪だったことから最初は余り好意を抱いていなかったが、次第に彼女をいじる程に交流する。こばとの行動に苛立ちを見せながらも、園に対する真摯な思いを認めるようになった。昔から清花のことが好きであり、彼女の父が死ぬきっかけを作った元夫に対しては強い敵愾心を抱いている。
アニメ版
第一話でこばとをナンパしていた男たちに彼女がろくに対応できないところに呆れ「チヤホヤされて浮かれてんじゃねえよ」と冷たく言っていた。最終話では、こばとが消えた後に、コートにまぎれて一粒だけ残されていたコンペイトウの力でこばとを思い出すが、自分以外の人間が誰もこばとを覚えていない事実を思い知らされた上に、彼女が別の世界に行っただろうと琥珀から聞かされ落胆する。しかし、何年も後に弁護士事務所で働くようになってから、仕事先でこばとの生まれ変わりに再会し、こばとが記憶を取り戻した際には初めて名前で呼んだ。

### よもぎ保育園
沖浦清花（おきうら さやか）
声 - 折笠富美子
よもぎ保育園の保育士兼園長（※先代は父親）。眼鏡をかけ、左の目じりに泣きぼくろがある。温厚で優しく、懐が広い反面頑固。藤本とは10年来の付き合いで、彼の一番の理解者。元夫とは、騙されていたと知っても尚よりを戻すことを望んでおり、籍も戻していない。
アニメ版
沖浦和斗の本心を藤本から聞かされた後によりを戻したようで、最終話でよもぎ保育園を再建している。
俊彦（としひこ）
声 - 渡辺明乃
よもぎ保育園の園児。両親は離婚しており、現在は母子家庭である。
母親が「仕事にかまけて子供の面倒をみていない」と周囲から陰口を叩かれていたが、こばとに母親を褒められたことで心を癒され、それ以来こばとに好意を抱いている。本当は、仕事も自分の面倒もこなす母親を心から好いている。
アニメ版
最終話では義男・満里奈と共に制服を着て学校に通っている。
義男（よしお）
声 - 城雅子
よもぎ保育園の園児。俊彦と2人、または満里奈を加えた3人でよく登場する。
満里奈（まりな）
声 - 真堂圭
よもぎ保育園の園児。ツインテールを赤い玉の髪飾りで留めている。
こばとの元気がないのを見兼ねて、こばとに四葉のクローバーで幸せになるようにと四葉のクローバーを探すものの、中々見つからず皆と逸れ疲れて寝てしまうが、最後で四葉のクローバーが見つかった。

### 『ちょびっツ』からの人物
以下の登場人物のように、魂を同じくする者同士の関係は「異世界の同一人物」。
三原千歳（みはら ちとせ）
声 - 桑島法子
こばとが住むアパートの管理人。『ちょびっツ』では、夫・三原一郎と死別後旧姓に戻し「日比谷千歳」として登場する。『こばと。』では未登場だが夫は存命で三原姓のままである。
三原千帆（みはら ちほ）
声 - 中島愛
千歳の娘で、双子の姉。『ちょびっツ』では、三原一郎が作ったパソコン（ヒューマノイドインターフェース）「フレイヤ」。普通の耳。
三原千世（みはら ちせ）
声 - 中島愛
千歳の娘で、双子の妹。服装以外の容姿や声は姉と同じで。姉とは対の白と黒となる。『ちょびっツ』ではフレイヤの妹のパソコン「エルダ」（記憶を失う前のちぃ）で、耳については千帆と同様。
植田弘康（うえだ ひろやす）
声 - 樋口智透
こばとの2つ目のバイト先・洋菓子店「チロル」の店長。童顔。
大村裕美（おおむら ゆみ）
声 - 豊崎愛生
洋菓子店「チロル」の店員。
『ちょびっツ』では居酒屋「よろこんで」の店員で、植田に思いを寄せていた。

### 『Wish』からの人物
琥珀（こはく）
声 - 斎藤千和
天界の天使。男でも女でもない。天界では重要人物で、いおりょぎとは以前から互いの名前を知っていた。琇一郎とは恋人同士で、一緒に暮らしている。性格は天然ボケ。庭の水まきをするために法願を用いた際にドジを踏まなくなったなど、『Wish』の頃よりは多少進歩している。
アニメ版
こばとのお膳立てで琇一郎と遊園地デートに行くことになるが、元から幸せであったためにコンペイトウは現れなかった。2人で遊園地に行く話は『Wish』にもあるが、『Wish』では観覧車に乗っているときは琥珀の姿が変わっている。
栩堂琇一郎（くどう しゅういちろう）
声 - 成田剣
琥珀の恋人で、同棲している外科医。
アニメ版
清花が疲労とストレスで倒れた時に彼女を診察した。最終話では、かなりの年月が経っているにもかかわらず存命で、やはり琥珀と共に暮らしている。
うしゃぎさん
デフォルメされたウサギの姿をした「天界からの使い」。宙に浮かび、花などに姿を変えたメッセージを手に持っている。いおりょぎに伝えるのはいつも悪い報せである。可愛らしいファンシーな外見に似合わず、手厳しい性格である。普通の人間には見えないにも関わらず、うしゃぎさんそっくりののど飴のイメージキャラクターがいたので、いおりょぎや玄琥は不思議がっている。『Wish』では「『うしゃぎ』さん」と二重鉤括弧付きで呼ばれるが、本作では単なる「うしゃぎさん」である。
アニメ版
アイキャッチで踊っている。

### 『XXXHOLiC』からの人物
おばあちゃん
声 - 滝沢久美子
占い師。こばとが「お手伝い」に押しかけた家の住人。小鳩やいおりょぎの正体をある程度は知っているようで、こばとの「願い」が変わるかもしれないと予言した。
アニメ版
上記のエピソードはカットされ、母親から預かった孫の赤ん坊を子守していた。赤ん坊が泣いて困っていたが、こばとの子守歌で赤ん坊は泣きやんだ。こばとはこれでテストに合格しビンを手に入れた。後のエピソードで、こばとが拾った子猫「ミルク」を引き取った。
四月一日君尋（わたぬき きみひろ）
声 - 福山潤
アニメ版にて、銀生がバイトでバームクーヘンを配達した先の青年。

### 人間界
田所むつみ（たどころ むつみ）
声 - 井上麻里奈
よもぎ第一中学校に通う生徒で剣道部に所属する。アニメ版では同級生の桂木（声 - 野島健児）に想いを寄せていたが、素直になれず喧嘩ばかりしていた。ある雨の日に桂木が別の女生徒と傘を差して歩くのを見掛けて落ち込むが、こばとの手回しにより誤解が解け桂木とは相思相愛となった。
堂元崇（どうもと たかし）
声 - 神谷浩史
藤本の大学の同級生。藤本とは中学からの付き合いである。よもぎ保育園の事情についても熟知しており、藤本が園の為にバイト三昧なのを知った上で大学への復学を促している。
アニメ版
第7話で登場し、自身の他者への優しさが結果的に偽善となっているのではないかと悩んでいた所を、こばとに癒された。最終話では医者として働いている。
沖浦和斗（おきうら かずと）
声 - 三木眞一郎
ヘビースモーカーで黒いスーツの青年。保育園の地上げを企てるヤクザで、清花の元夫。清花の父親を、慈善企業だと騙して莫大な借金を負わせた。よもぎ保育園を閉鎖し、土地を担保に圧力を掛けている。外見こそ華奢だが、何かしらの護身術を会得しているようで、腕っ節の強い藤本を軽くあしらえる。
アニメ版
よもぎ保育園に目を付け借金を背負わせたのは、彼の父親（組織では会長）で、よもぎ保育園を執拗に閉鎖させようとしていたのも父親が本格的に動き出すのを防ぐため、ひいては清花を守るためであった。最終話では、園児の描いた2人の絵や清花が結婚指輪を嵌めていることからよりが戻り、保育園運営に協力している模様。
宮田（みやた）
声 - 森伸
沖浦和斗の配下のヤクザ。沖浦の指示で保育園に嫌がらせをしていた。再登場時は盲腸（虫垂炎）を患い倒れている所をこばとに発見され、藤本の手引きにより救急車で病院に運ばれた。以降はそのことを恩に感じ、こばとに礼をする為よもぎ保育園を訪れ、彼女の「沖浦に会わせて欲しい」という頼みを聞き入れた。
アニメ版
保育園の前で倒れている所を発見され、こばとや堂元の手引きで病院へ運ばれる。その恩義から、その後は保育園に手荒なことはしなくなった。原作とはビジュアルに若干の違いがある。

### 人間界以外
銀生（ぎんせい）
声 - 浪川大輔
猫に似た姿のいおりょぎの知り合い。両目の周りに傷があり、右目に眼帯をしている。いおりょぎの真の姿と決着をつけることを望んでいる。玄琥曰く「いおりょぎが起こした騒動と関係ない」が、いおりょぎを追って人間界へ来た。かつていおりょぎに拾われ、銀色の目をした生き物であることから「銀生」と名付けられた。性格は表面上はクールかつ無愛想だが、いおりょぎに似たのか感情を行動で表すタイプ。根は子供っぽく、常識があまりない。
いおりょぎに対しては、愛憎入り混じった複雑な感情を抱いており、異界にいた頃からいおりょぎ以外からの施しは基本的に受けなかったり、いおりょぎの邪魔をする者がいればすぐに始末しようとしたり、自分以外の人間がいおりょぎをけなすと怒ったりする。そのいおりょぎへの執着心の強さから玄琥に「五百祇べったり」などと評された。こばとのことは「いおりょぎが異界へ帰れない元凶」として快く思っていない。玄琥のバームクーヘン屋でアルバイトとして働かされているが、手先が不器用なので包装の仕事に悪戦苦闘している。
アニメ版
こばとといおりょぎの前に姿を現し、ビンを奪い、壊そうとするなど、こばとへの敵愾心が原作より強調されている。恥ずかしがり屋。
玄琥（げんこ）
声 - 小山力也
いおりょぎの知り合いで、かつては異界の貴族だった。いおりょぎが起こした天界との戦争のとばっちりを受けて熊の姿に変えられる。以降は「くまのバームクーヘン屋」というバームクーヘン屋を営むことを強制されているが本人は満更でもなく、バームクーヘン作りを非常に楽しんでいる。登場済みの異界の住人の中では良識のある方で、いおりょぎ・銀生より年上。昔からいおりょぎや銀生の横暴・暴走・非常識っぷりには手を焼かされているも、銀生がバイトに入ってからは彼の扱いに手慣れてきており、銀生が言うことを聞かない場合はいおりょぎを引き合いに出すという方法で手なずけている。情報収集能力に長けており、よもぎ保育園の現状や沖浦和斗と清花の関係などの情報を少ない時間で調べ上げた。
瑞祥（ずいしょう）
声 - 吉野裕行
玄琥の使いの者で、天界との戦争に関わった罪で小鳥の姿にされた。帽子を被ったような頭をしているが、頭部の羽から連続的に変化しており、帽子ではなく頭の一部のようである。玄琥が調べ上げた情報をいおりょぎに伝えるなど、伝令役も担う。一言多いのが玉に瑕で、そのせいでよくいおりょぎの怒りを買う。主人の玄琥同様、いおりょぎや銀生の横暴さやわがままには手を焼いており、主人共々昔から2人の尻拭いをやっていた模様。

## クロスオーバー

### 漫画
『こばと。』の舞台（世界）は、他のCLAMP作品のキャラクターが以下のように多数登場する。巻数は初登場巻。
| 巻 | オリジナル作品                   | 登場人物                                                   |
| -- | -------------------------------- | ---------------------------------------------------------- |
| 1  | ちょびっツ                       | 千歳、植田、裕美                                           |
| 1  | すき。だからすき                 | ひなた、麻生                                               |
| 1  | ANGELIC LAYER                    | みさき、珠代                                               |
| 1  | xxxHOLiC                         | 壱原侑子の知人の占い師                                     |
| 2  | ちょびっツ                       | エルダ（ちぃ）、フレイヤ（いずれも人間の千世、千帆として） |
| 3  | カードキャプターさくら           | 木之本桃矢                                                 |
| 3  | 合法ドラッグ(ドラッグ＆ドロップ) | 栩堂風疾、火群陸王、花蛍                                   |
| 3  | Wish                             | うしゃぎさん                                               |
| 4  | カードキャプターさくら           | クロウ・リード（イメージ画のみ）                           |
| 4  | xxxHOLiC                         | 壱原侑子（イメージ画のみ）                                 |
| 4  | Wish                             | 琥珀、紅榴、翡翠、黒燿（琥珀以外はイメージ画のみ）         |

登場人物以外では『ちょびっツ』から洋菓子店「チロル」とアパート「ガブ・城ヶ崎」が登場する。『ANGELIC LAYER』の企業「Piffle Princess」はコンビニとピザ屋として登場する。『カードキャプターさくら』の「ペンギン大王」はビール会社のロゴになっている。

### アニメ
| 話 | オリジナル作品              | 登場人物                                 |
| -- | --------------------------- | ---------------------------------------- |
| 3  | ちょびっツ                  | 千歳                                     |
| 4  | Wish                        | 琥珀、琇一郎                             |
| 8  | ちょびっツ                  | 千帆、千世                               |
| 17 | xxxHOLiC                    | 四月一日君尋（店主を継いだ後）、黒モコナ |
| 20 | ツバサ-RESERVoir CHRoNiCLE- | 小狼、黒鋼、ファイ、白モコナ             |
| 22 | カードキャプターさくら      | 木之本桃矢                               |

いずれも声優はオリジナルと同じで、第20話の稲田徹はいおりょぎと黒鋼の二役となった。

## 用語集
コンペイトウ
傷ついた心が実体化したもの。原作やアニメ版の最初は「傷ついた心」と呼ばれているが、アニメ版でいおりょぎが「まるで人を傷つけてまわるみてえ」だと指摘し、「コンペイトウみたいだから」その名前で呼ぶことにした。
ビン
こばとが傷付いた心を集めるのに必要不可欠なアイテム。こばとによって誰かが心を癒されると、自動的に「傷ついた心」がコンペイトウの形となりビンの中に入る。アニメ版では原作よりもサイズが一回り小さくなっており、逆にコンペイトウは大きくなっている。
天界・地界・異界・人間界
この世界「人間界」と3つの異世界。天界には神が統べる天使たちが、地界には魔王が統べる悪魔たちが存在し、異界には「異主（こととぬし）」を王とするいおりょぎたちのような者が存在する。人間界に住む人間だけが異世界の存在を認識していないが、人間の中にも稀に解る者がいる。いおりょぎたちが住んでいた異界は、不可侵が原則のそれぞれの世界の中でも、天界と地界を行き来できる「橋」と交わるのが12年に一度なこともあり、天界と地界の争いに関わることは本来ならばほとんどない。その「橋」の上では、天界と地界が一季ごとにお互いの世にとって重要事項を話し合って決める機会が設けられている。異界の場合は橋が交わる12年に一度だけ参加する。

## テレビアニメ
2009年10月6日から2010年3月23日にかけてNHK BS2で放送された。全24話。また、NHKオンデマンドやアニメNewtypeチャンネルでネット配信された。2010年3月29日から同年9月20日までNHK教育テレビで再放送された。

### スタッフ
- 原作 - CLAMP「こばと。」「Wish」より[1]
- 監督 - 増原光幸[1]
- アニメーション監修 - 浅香守生[1]
- シリーズ構成 - 横手美智子、大川七瀬[1]
- キャラクターデザイン - 加藤裕美[1]
- 美術監督 - 上野秀行[10]
- 色彩設計 - 大野春恵[10]
- 撮影監督 - 棚田耕平[10]
- 編集 - 木村佳史子[10]
- ビデオ編集 - キュー・テック
- 現像 - 東京現像所
- 音響監督 - 中嶋聡彦[10]、三間雅文[10]
- 音楽 - はまたけし[10]
- 音楽プロデューサー - 井上裕香子
- プロデューサー - 小林潤香、柴田裕司、中野朗子、武智恒雄、青木絵理子、二方由紀子、原田由佳
- アニメーションプロデューサー - 高橋亮平
- アニメーション制作 - マッドハウス[1]
- 製作 - こばと。を守る会[1]（KADOKAWA、フライングドッグ、四月一日、NHKエンタープライズ、マッドハウス、クロックワークス、メモリーテック）

### 主題歌

#### オープニングテーマ
「マジックナンバー」
作詞 - 坂本真綾 / 作曲・編曲 - 北川勝利 / ストリングス編曲 - 河野伸 / 歌 - 坂本真綾

#### エンディングテーマ
「ジェリーフィッシュの告白」（第1話 - 第19話）
作詞 - 岩里祐穂 / 作曲・編曲 - 宮川弾 / 歌 - 中島愛
「わたしにできること」（第20話 - 第23話）
作詞・作曲 - 宮川弾 / 歌 - 中島愛
「あした来る日〜桜咲くころ」（第24話）
作詞 - 新居昭乃 / 作曲・編曲 - はまたけし / 歌 - 花澤香菜

#### 挿入歌
「あした来る日」（第1話・第8話）
作詞 - 新居昭乃 / 作曲 - はまたけし / 歌 - 花澤香菜
「黄色いひまわり」（第10話・第15話・第21話）
作詞 - 未浦愛子 / 作・編曲 - はまたけし / 歌 - 花澤香菜 with こどもたち
「あした来る日〜いちょうの木の下で」（第13話）
作詞 - 新居昭乃 / 作曲 - はまたけし / 歌 - 花澤香菜、斎藤千和
「あした来る日〜雪の降る街で」（第19話）
作詞 - 新居昭乃 / 作曲 - はまたけし / 歌 - 花澤香菜

### 各話リスト
※第二十三話・第二十四話は2話連続放送。
| 話数 | サブタイトル          | 脚本       | 絵コンテ                   | 演出                             | 作画監督                                                                 | 総作画監督                 | 初放送日       |
| ---- | --------------------- | ---------- | -------------------------- | -------------------------------- | ------------------------------------------------------------------------ | -------------------------- | -------------- |
| 1    | …願う少女。           | 大川七瀬   | 浅香守生 増原光幸 西田正義 | 高橋知也                         | 小林明美                                                                 | 田崎聡                     | 2009年 10月6日 |
| 2    | …コンペイトウの輝き。 | 横手美智子 | 西田正義                   | 鈴木卓夫                         | 宍倉敏 片山みゆき                                                        | 田崎聡                     | 10月13日       |
| 3    | …雨の贈りもの。       | 吉田玲子   | 立川譲                     | 立川譲                           | 櫻井邦彦 小林明美 キムビルガン                                           | 田崎聡                     | 10月20日       |
| 4    | …青葉のときめき。     | 池田眞美子 | 西田正義                   | 牧野吉高                         | 片山みゆき                                                               | 田崎聡                     | 10月27日       |
| 5    | …ホタルのやくそく。   | 山田由香   | 伊藤智彦                   | 伊藤智彦                         | 井野真理恵 薗部あい子 馬場充子                                           | 田崎聡                     | 11月10日       |
| 6    | …小さな かくれんぼ。  | 吉田玲子   | 中山奈緒美                 | キムミンソン                     | チャンギルヨン チョウォンヒ                                              | 田崎聡                     | 11月17日       |
| 7    | …やさしいひと。       | 横手美智子 | 大久保富彦                 | 細田雅弘                         | 小山知洋 阿部恵美子                                                      | 田崎聡                     | 11月24日       |
| 8    | …こねこの子守歌。     | 池田眞美子 | 佐山聖子                   | 高橋知也                         | 高田晴仁 小林明美 加藤やすひさ キムビルガン                              | 田崎聡                     | 12月1日        |
| 9    | …夏の記憶。           | 平見瞠     | 鶴岡耕次郎                 | 立川譲 阿部恒 浅香守生           | チャンギルヨン キムドンシク                                              | 田崎聡                     | 12月8日        |
| 10   | …オルガンと少年の日。 | 山田由香   | 高橋亨                     | 高橋亨                           | 櫻井邦彦 小林明美                                                        | 田崎聡                     | 12月15日       |
| 11   | …探偵 花戸小鳩。      | 吉田玲子   | 松尾衡                     | 則座誠                           | 菅井翔                                                                   | 田崎聡 高田晴仁            | 12月22日       |
| 12   | …銀色の瞳。           | 山田由香   | 佐山聖子                   | 鈴木卓夫                         | 片山みゆき                                                               | 田崎聡                     | 2010年 1月5日  |
| 13   | …天使と守り人。       | 横手美智子 | 小島正幸                   | 渡邉こと乃                       | キムクムス 薗部あい子                                                    | 田崎聡                     | 1月12日        |
| 14   | …黄昏の探しもの。     | 平見瞠     | 宮繁之                     | キムミンソン 佐藤雄三 高橋知也   | キムドンシク チャンギルヨン キムテジョン キムポギョン クオンヒョクジョン | 田崎聡                     | 1月19日        |
| 15   | …秘めたる祈り。       | 池田眞美子 | 佐藤雄三                   | 中川聡                           | 加野晃                                                                   | 田崎聡 小林明美 桜井邦彦   | 1月26日        |
| 16   | …謎の生命体。         | 吉田玲子   | 伊藤尚往                   | 伊藤尚往                         | 高田晴仁 キムクムス                                                      | 田崎聡                     | 2月2日         |
| 17   | …謎の生命体、2号。    | 水島努     | 伊藤智彦                   | 田中智也                         | 菅野智之 小山知洋                                                        | 田崎聡                     | 2月9日         |
| 18   | …木枯らしのぬくもり。 | 山田由香   | 宮繁之                     | 牧野吉高                         | 福永純一 金子匡邦                                                        | 田崎聡 高田晴仁            | 2月16日        |
| 19   | …ホワイトクリスマス。 | 吉田玲子   | 中村亮介                   | 中村亮介                         | 櫻井邦彦 キムクムス                                                      | 田崎聡                     | 2月23日        |
| 20   | …旅をするひと。       | 大川七瀬   | 高橋亨                     | キムミンソン 佐藤雄三 渡邉こと乃 | キムドンシク チャンギルヨン キムテジョン                                 | 田崎聡 阿部恒              | 3月2日         |
| 21   | …春の足音。           | 池田眞美子 | 立川譲                     | 則座誠                           | 菅井翔                                                                   | 田崎聡 櫻井邦彦 キムクムス | 3月9日         |
| 22   | …さよならの日。       | 横手美智子 | 高橋亨                     | 中山奈緒美                       | 高田晴仁 薗部あい子 井野真理恵                                           | 田崎聡                     | 3月16日        |
| 23   | …こばとの願い。       | 横手美智子 | 浅香守生                   | 浅香守生 高橋知也                | キムクムス 細井美恵子 薗部あい子 井野真理恵                              | 田崎聡                     | 3月23日        |
| 24   | あした来る日…。       | 平見瞠     | 増原光幸                   | 増原光幸 渡邉こと乃              | 桜井邦彦 高田晴仁 小林明美                                               | 田崎聡                     | 3月23日        |

### コンペイトウを得た相手
| 話数 | 登場人物         | 声優         |
| ---- | ---------------- | ------------ |
| 2    | 俊彦             | 渡辺明乃     |
| 3    | 田所むつみ       | 井上麻里奈   |
| 5    | 森颯太郎         | 松本保典     |
| 7    | 堂元崇           | 神谷浩史     |
| 8    | 三原千帆         | 中島愛       |
| 8    | 三原千世         | 中島愛       |
| 9    | 水橋なつき       | 川澄綾子     |
| 9    | 森川ゆきの       | 福圓美里     |
| 11   | 大村裕美         | 豊崎愛生     |
| 13   | （イチョウの木） |              |
| 14   | 啓太             | くまいもとこ |
| 16   | —                | —            |
| 21   | 沖浦清花         | 折笠冨美子   |
| 21   | 沖浦和斗         | 三木眞一郎   |
| 23   | 藤本清和         | 前野智昭     |

※アニメではコンペイトウの描写はないが、原作ではバザーの際に誰からかは不明だが6個のコンペイトウを得ている。

### 放送局
| 放送地域 | 放送局                  | 放送期間                      | 放送日時                                     | 備考                                  |
| -------- | ----------------------- | ----------------------------- | -------------------------------------------- | ------------------------------------- |
| 日本全域 | NHK BS2                 | 2009年10月6日 - 2010年3月23日 | 火曜 20:00 – 20:25                           |                                       |
| 日本全域 | NHKオンデマンド         | 2009年10月7日 - 2010年3月24日 | 水曜 20:00 更新                              | 10日間有料配信                        |
| 日本全域 | アニメNewtypeチャンネル | 2009年10月17日 - 2010年4月3日 | 土曜 12:00 更新                              | 第1話のみ無料配信 第2話以降は有料配信 |
| 日本全域 | NHK教育テレビ           | 2010年3月29日 - 9月20日       | 月曜 19:25 – 19:50                           | ハイビジョン放送                      |
| 日本全域 | NHK BShi                | 2010年10月3日 - 2011年3月27日 | 日曜 9:25 – 9:50                             |                                       |
| 日本全域 | ディズニーチャンネル    | 2012年7月17日 -               | 火曜 - 木曜 21:30 - 22:00 日曜 21:30 - 22:25 | 平日は3週連続 日曜のみ2話連続         |
| 日本全域 | AT-X                    | 2014年11月1日 -               | 土曜 19:30 - 20:00                           | リピート放送あり                      |

| NHK BS2 火曜20:00 - 20:25枠                                                     | NHK BS2 火曜20:00 - 20:25枠 | NHK BS2 火曜20:00 - 20:25枠 |
| 前番組                                                                          | 番組名                      | 次番組                      |
| ------------------------------------------------------------------------------- | --------------------------- | --------------------------- |
| 電脳コイル（再放送）                                                            | こばと。                    | わんにゃん茶館（カフェ）    |
| NHK教育テレビ 月曜19:25 - 19:50枠                                               |                             |                             |
| えいごルーキーGABBY（再放送） ※19:25 - 19:40見える歴史（再放送） ※19:40 - 19:55 | こばと。                    | テレパシー少女 蘭（再放送） |
| NHK BShi 日曜09:25 - 09:50枠                                                    |                             |                             |
| GIANT KILLING（再放送）                                                         | こばと。                    | -                           |

## 関連商品

### 単行本
レーベルはカドカワコミックス・エース。
| 発売日         | タイトル  | ISBN                   |
| -------------- | --------- | ---------------------- |
| 2007年12月26日 | こばと。1 | ISBN 978-4-04-713998-5 |
| 2008年4月26日  | こばと。2 | ISBN 978-4-04-715058-4 |
| 2008年12月26日 | こばと。3 | ISBN 978-4-04-715146-8 |
| 2009年12月26日 | こばと。4 | ISBN 978-4-04-715363-9 |
| 2010年12月25日 | こばと。5 | ISBN 978-4-04-715584-8 |
| 2011年8月25日  | こばと。6 | ISBN 978-4-04-715741-5 |

出版社は角川書店。
| 発売日         | タイトル                                            | ISBN                   |
| -------------- | --------------------------------------------------- | ---------------------- |
| 2010年2月24日  | TVアニメ「こばと。」CHARACTERS COLLECTION           | ISBN 978-4-04-854454-2 |
| 2010年5月26日  | TVアニメ「こばと。」公式ガイドブック Happy Memories | ISBN 978-4-04-854491-7 |
| 2011年10月19日 | こばと。イラスト＆メモリーズ                        | ISBN 978-4-04-854710-9 |

### 小説
レーベルは角川つばさ文庫。
| 発売日        | タイトル                       | ISBN                   |
| ------------- | ------------------------------ | ---------------------- |
| 2010年4月15日 | こばと。(1) 空から来た少女     | ISBN 978-4-04-631092-7 |
| 2010年7月15日 | こばと。(2) たったひとつの願い | ISBN 978-4-04-631110-8 |

### カレンダー
出版社は角川書店。
| 発売日         | タイトル               | ISBN                   |
| -------------- | ---------------------- | ---------------------- |
| 2009年11月18日 | こばと。2010カレンダー | ISBN 978-4-04-900292-8 |

### DVD
| 巻数 | 発売日         | 収録話                  | 規格品番  | 規格品番  |
| 巻数 | 発売日         | 収録話                  | 通常版    | 限定版    |
| ---- | -------------- | ----------------------- | --------- | --------- |
| 1    | 2010年1月29日  | 第一話 - 第二話         | KABA-6701 | KABA-6601 |
| 2    | 2010年2月26日  | 第三話 - 第四話         | KABA-6702 | KABA-6602 |
| 3    | 2010年3月26日  | 第五話 - 第六話         | KABA-6703 | KABA-6603 |
| 4    | 2010年4月23日  | 第七話 - 第八話         | KABA-6704 | KABA-6604 |
| 5    | 2010年5月28日  | 第九話 - 第十話         | KABA-6705 | KABA-6605 |
| 6    | 2010年6月25日  | 第十一話 - 第十二話     | KABA-6706 | KABA-6606 |
| 7    | 2010年7月23日  | 第十三話 - 第十四話     | KABA-6707 | KABA-6607 |
| 8    | 2010年8月27日  | 第十五話 - 第十六話     | KABA-6708 | KABA-6608 |
| 9    | 2010年9月24日  | 第十七話 - 第十八話     | KABA-6709 | KABA-6609 |
| 10   | 2010年10月22日 | 第十九話 - 第二十話     | KABA-6710 | KABA-6610 |
| 11   | 2010年11月26日 | 第二十一話 - 第二十二話 | KABA-6711 | KABA-6611 |
| 12   | 2010年12月24日 | 第二十三話 - 第二十四話 | KABA-6712 | KABA-6612 |

#### 限定版 特典
はじめてのこばと。
DVD限定版1〜5巻収録の映像特典ミニフラッシュアニメ。ミニ小鳩といおりょぎのボケツッコミな内容。
くまのバームクーヘン屋の一日
DVD限定版8〜12巻付属の特典ディスク。シリーズ構成の横手美智子による完全新作書き下ろしドラマCDで、TVアニメでは語りきれなかった、ファンシーなキャラクター達によるスペシャルエピソードを収録。
小鳩と琥珀のほえほえトークCD（2巻）
出演: 花澤香菜、稲田 徹、斎藤千和

### Blu-Ray
2012年3月30日、全24話+限定版DVDに収録された計6話の特典映像と新作2話を加えた計8話がディスク4枚に収められ、DVD限定版の8〜12巻に収録された全てのドラマCDをまとめたCD1枚、全12枚のジャケットイラストポストカード、フルカラー20Pブックレット付きのBOXセットが発売された。
| 発売日        | タイトル            | 収録話 | 規格品番  |
| ------------- | ------------------- | ------ | --------- |
| 2012年3月30日 | こばと。Blu-ray BOX | 全24話 | KAXA-4500 |